# Campioni italiani assoluti di atletica leggera - Staffetta 3×5000 metri maschile
Questa pagina raccoglie un elenco di tutti i campioni italiani dell'atletica leggera nella staffetta 3×5000 metri, specialità che entrò a far parte del programma dei campionati italiani di atletica leggera nel 1931 e vi rimase fino al 1936, con la sola eccezione dell'edizione del 1933, anno in cui non fu disputata tale gara.

## Albo d'oro
| Anno | Società (atleti)                                                                  | Prestazione           |
| ---- | --------------------------------------------------------------------------------- | --------------------- |
| 1931 | Unione Sportiva Giordana Luigi Boero Alfredo Lazzerini Francesco Malachina        | 47'34"0(m)            |
| 1932 | Unione Sportiva Giordana Umberto De Florentis Francesco Malachina Umberto Menotti | 48'07"1/5(m)          |
| 1933 | Gara non in programma                                                             | Gara non in programma |
| 1934 | ASSI Giglio Rosso Nello Bartolini Bruno Betti Giuseppe Lippi                      | 48'08"4(m)            |
| 1935 | Unione Sportiva Giordana Giuseppe Beviacqua Umberto De Florentis Giovanni Torassa | 46'52"4(m)            |
| 1936 | Unione Sportiva Giordana Giuseppe Beviacqua Francesco Malachina Giovanni Torassa  | 7 p.                  |